# Пуюма (язык)
Пуюма (Kadas, Panapanayan, Pelam, Pilam, Piyuma, Pyuma, Tipun) — язык народа пуюма, распространённый на востоке Тайваня (см. Аборигены Тайваня). У языка есть диалекты наньван, пинань.

## Внутренняя классификация
Внутренняя классификация диалектов пуюма от Тина (1978) представлена ниже. Обычно показанный диалект наньван относительно фонологически должен быть консервативным диалектом, но грамматически инновационным, поскольку он сохраняет в прото-пуюма голосовые взрывные согласные и синкретный падеж.
- Прото-пуюма
  - Наньван
  - (Главная ветвь)
    - Пинаски-уливеливек
    - Рикавун
    - Касавакань-катипул

Диалекты, на которых говорят в пуюмских деревнях:
Группа пуюма
- Пуюма (кит.: Nanwang 南王)
- Апаполо (кит.: Paosang 寶桑)

Группа катипул
- Алипай (кит.: Pinlang 賓朗)
- Пинаски (кит.: Hsia Pinlang 下賓朗)
- Банкю (кит.: Pankiu)
- Касабакан (кит.: Chienhe 建和)
- Катипул (кит.: Chihpen 知本)
- Рикабун (кит.: Lichia 利嘉)
- Тамалакав (кит.: Taian 泰安)
- Улибулибук (кит.: Chulu 初鹿)

## Фонология
В языке пуюма существуют 18 согласных (b, d, ɖ, g, j, k, l, ɭ, m, n, ŋ, p, r, s, t, ʈ, w, ʔ) и 4 гласных (a, i, u, ə) звука.